# Navia axillaris
Navia axillaris är en gräsväxtart som beskrevs av Julio Betancur. Navia axillaris ingår i släktet Navia och familjen Bromeliaceae.
Artens utbredningsområde är Colombia. Inga underarter finns listade i Catalogue of Life.